# Vinzenz Kreuzer

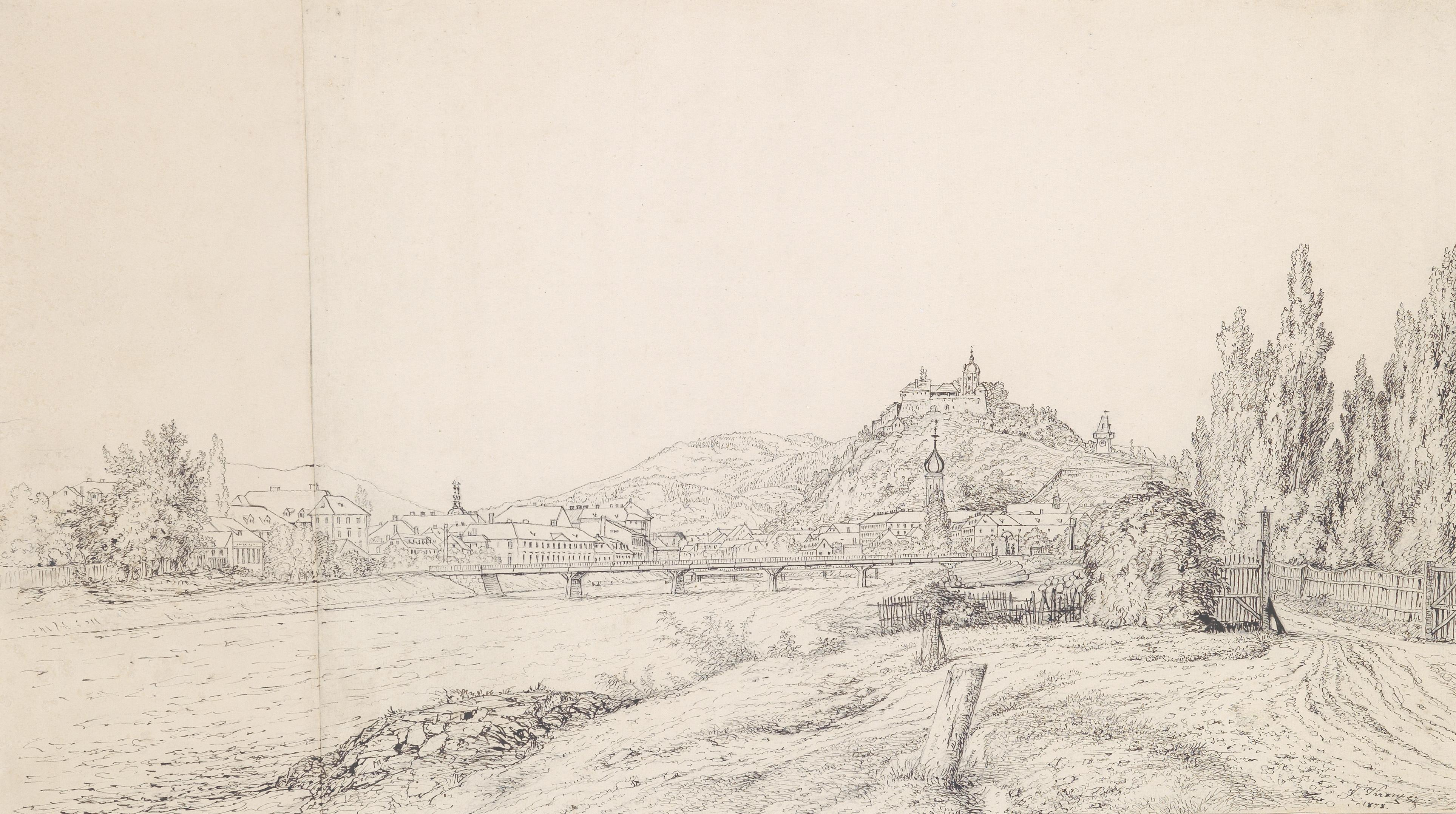
Panoramaansicht von Graz mit Radetzkybrücke

Vinzenz Kreuzer (auch Vinzenz Kreutzer; * 8. März 1809 in Graz, Kaisertum Österreich; † 6. Mai 1888 ebenda, Österreich-Ungarn) war ein österreichischer akademischer Zeichner sowie Landschafts- und Vedutenmaler. Mit seinem Werk, das neben Landschaften vor allem Stillleben umfasst, steht er künstlerisch im Schatten seines jüngeren Bruders Conrad.

## Leben
Über Vinzenz Kreuzers Leben sind nur wenige Details bekannt. Er kam 1809 als Sohn eines niederen Beamten namens Peter in Graz zur Welt. Wie sein Bruder Conrad lernte er an der ständischen Zeichenakademie im Palais Stubenberg unter Josef August Stark (1782–1838) und versuchte vergeblich den Sprung an die Wiener Akademie. Wie aus einem Zeugnis des k. k. Hofkontrollors und Amtsadjunkten Leopold Latour, Edler von Thurnberg, hervorgeht, war Vinzenz an fünf Stadtansichten beteiligt, die Conrad für Marie-Louise von Österreich anfertigte, um die Chancen auf einen Studienplatz zu erhöhen. Bereits 1831 holte er eine Maler-Gerechtsame ein und war im Vergleich zu seinem Bruder finanziell besser gestellt. Im Lendviertel, wo die beiden lebten, brachte er es sogar zum Hausbesitzer.

### Familie

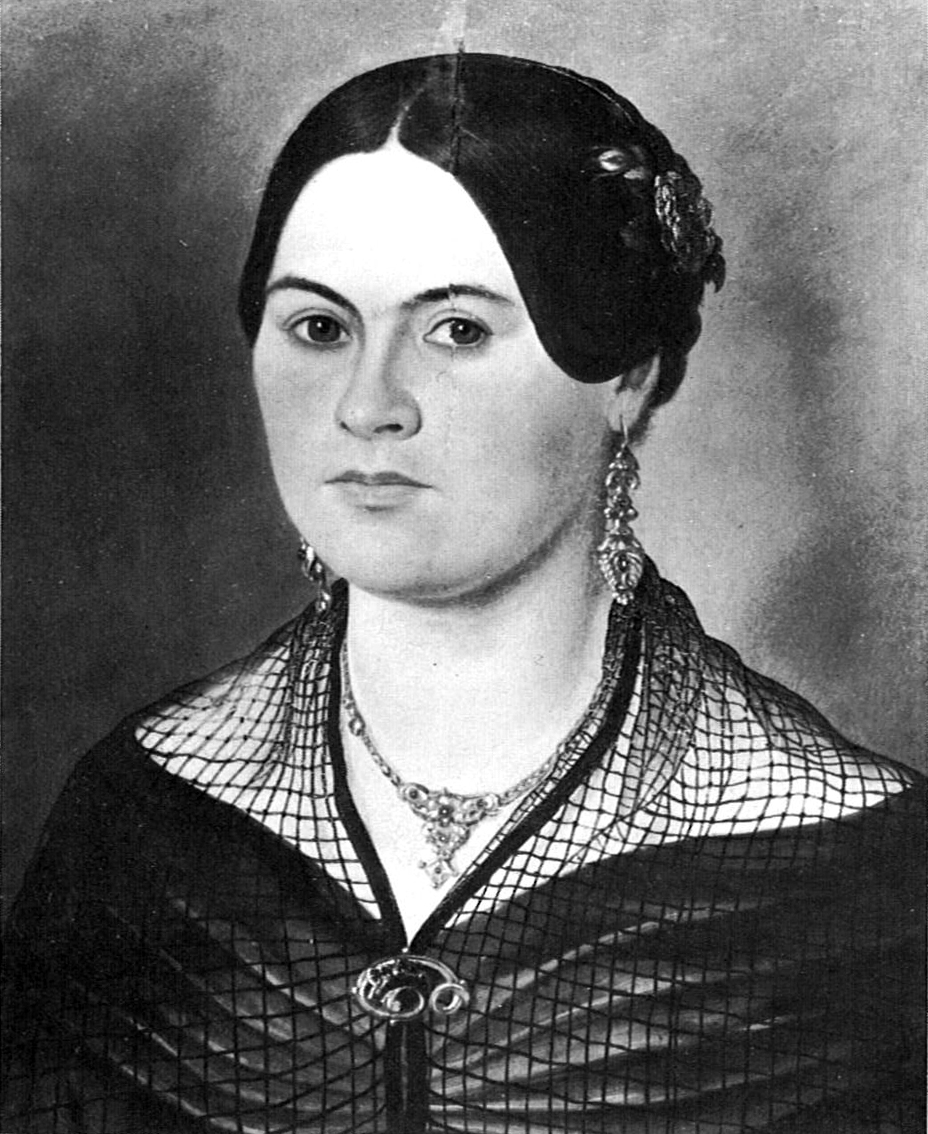
Amalie Kreuzer

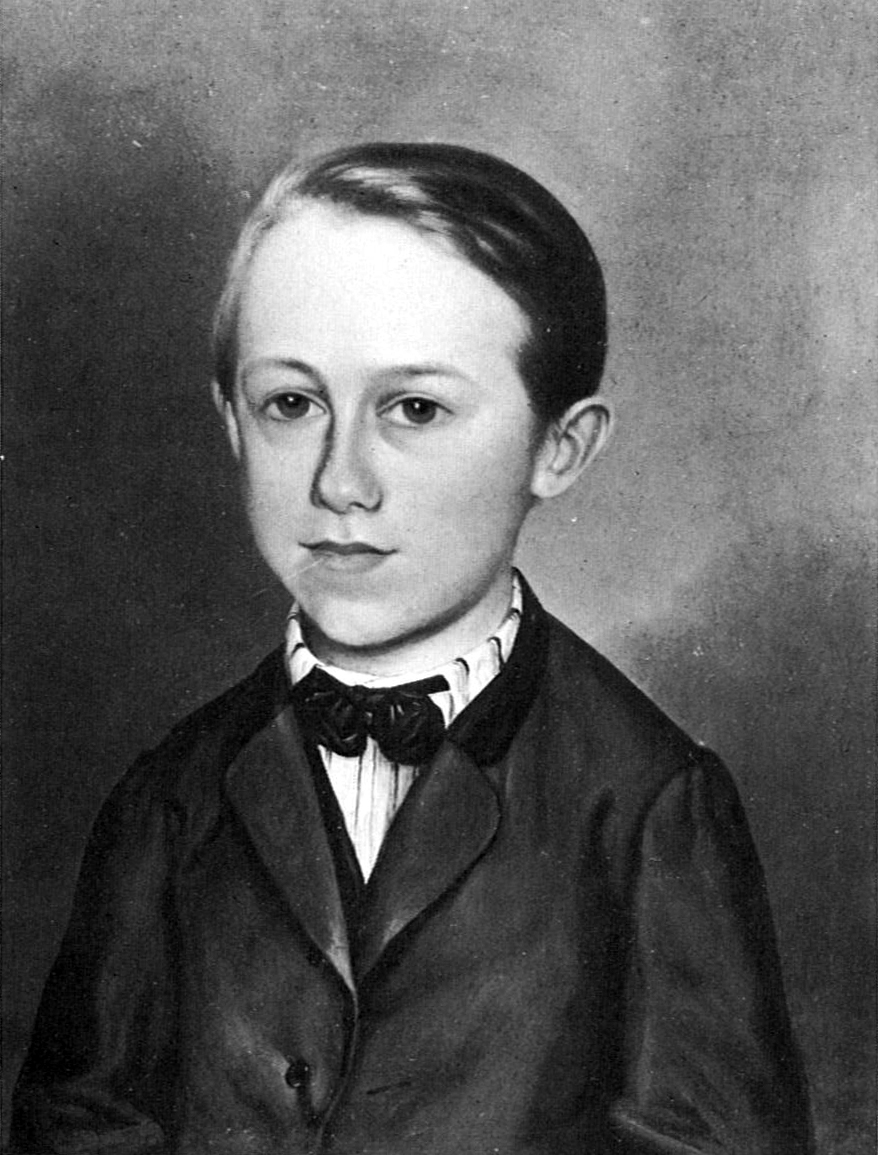
Alois Kreuzer

Vinzenz Kreuzer war zweimal verheiratet. 1843 ehelichte er Anna Kronabetter, die im folgenden Jahr verstarb. Der gemeinsame Sohn Robert († 1877) arbeitete als Eisenbahnkondukteur und war mit Maria (geborene Haderer; † 1884) verheiratet. Er starb in Wilten bei Innsbruck. 1852 suchte Vinzenz Kreuzer um Dispens vom Ehehindernis der Schwägerschaft an und heiratete Amalie Kronabetter. Aus der Verbindung gingen die beiden Söhne Friedrich († 1871 im elften Lebensjahr) und Alois († 1881 im 23. Lebensjahr) hervor, letzterer soll Jurist gewesen sein. Wahrscheinlich erhielten alle drei Kinder vom Vater Zeichen- und Malunterricht. So ist etwa eine Bleistiftzeichnung mit der Signatur Rob. Kreuzer aus dem Jahr 1865 erhalten. Zwei Ölbildchen von Alois Kreuzer, die einen Mann auf der Alm bzw. ein Marterl in der Landschaft zeigen, befinden sich in Familienbesitz.
Vinzenz Kreuzer starb 1888 an einer Kombination aus Altersschwäche, einem Lungenödem und einer Bronchitis.

## Werk
Geprägt ist Vinzenz Kreuzers Werk von der Vorliebe für die Darstellung der Natur. Anders als sein Bruder malte er vornehmlich Ölbilder und neben Ansichten der Stadt Graz und ihrer Umgebung vor allem Blumen- und Früchtestillleben. Sein Frühwerk entspricht der Gesinnung der Spätromantik, wie etwa die Gemälde Mönch vor offenem Grab oder Der versäumte Postwagen nahelegen.
Das wohl bedeutendste Vermächtnis des Künstlers ist eine Serie von etwa 180 Rebsorten, die er gemeinsam mit seinem Bruder in Gouache anfertigte. Die ampelographische Sammlung entstand im Auftrag der steiermärkischen Landwirtschaftsgesellschaft und gilt heute als besonders wertvoll, zumal sie einzelne Sorten dokumentiert, die nach Einschleppung der Reblaus ausgerottet wurden.
Da gewisse Motive von beiden Brüdern festgehalten wurden, bieten sich durchaus direkte Vergleiche mit dem Werk Conrad Kreuzers. Wilhelm Steinböck, Direktor des Grazer Stadtmuseums, empfand etwa Vinzenz Ansicht von Tobelbad nicht nur als realistischer, künstlerischer und raumtiefer, sondern auch spontaner in ihrem Ausdruck als jene seines Bruders. Die viel plastischere Darstellung des Einzelnen mache das Bild qualitativ wertvoller. Im Gegensatz dazu wirke seine Abbildung Straßengels, verglichen mit der Conrads, geradezu „unbeholfen“. Als Zeichner erlangte er nicht die Bedeutung seines Bruders, doch auch, wenn von ihm die topographische Ansicht weniger stark zum Ausdruck gebracht wird, blieben zahlreiche Zeichnungen von topographischer Wichtigkeit erhalten.

Landschaften und Stillleben
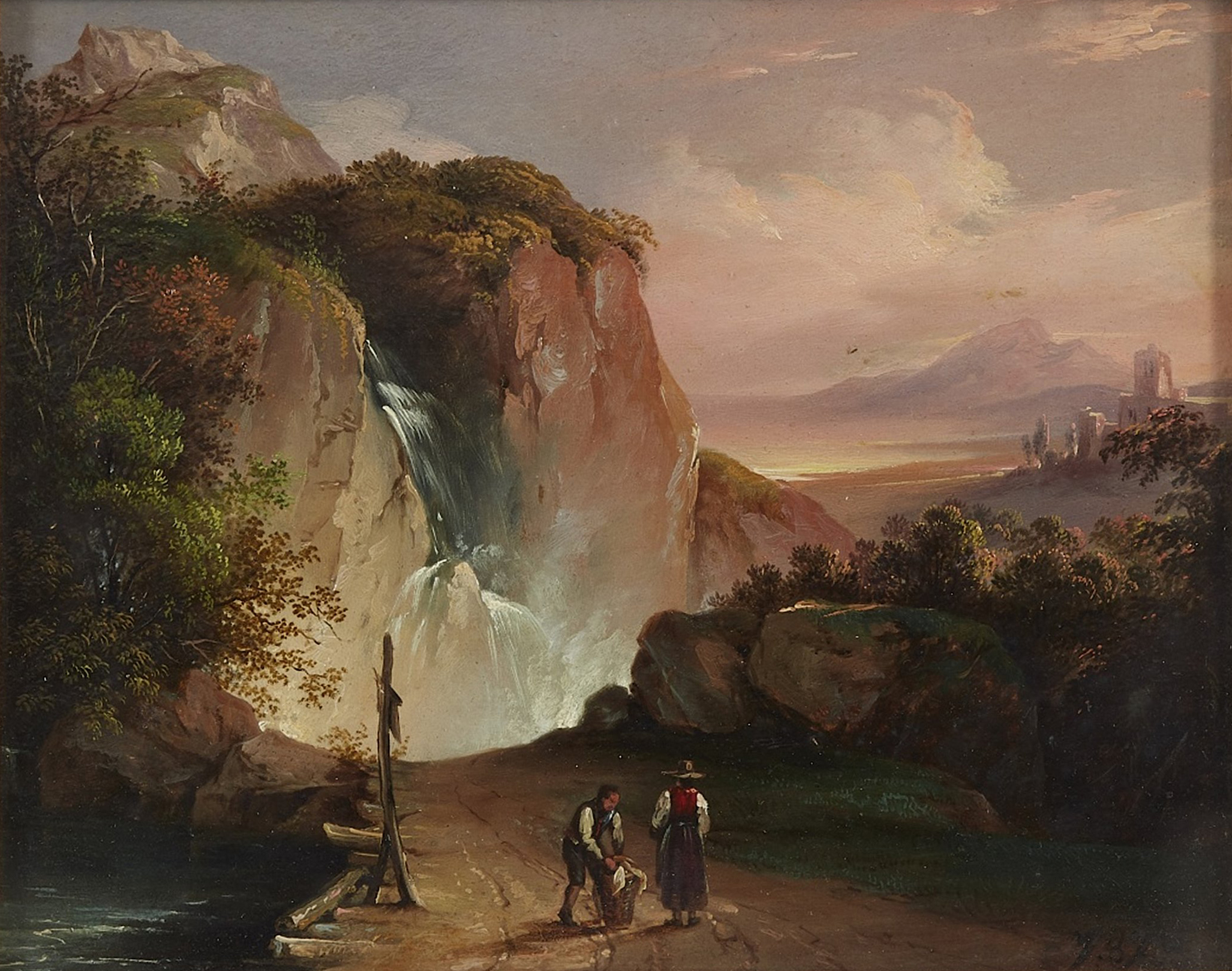
Berglandschaft mit Flussbrücke
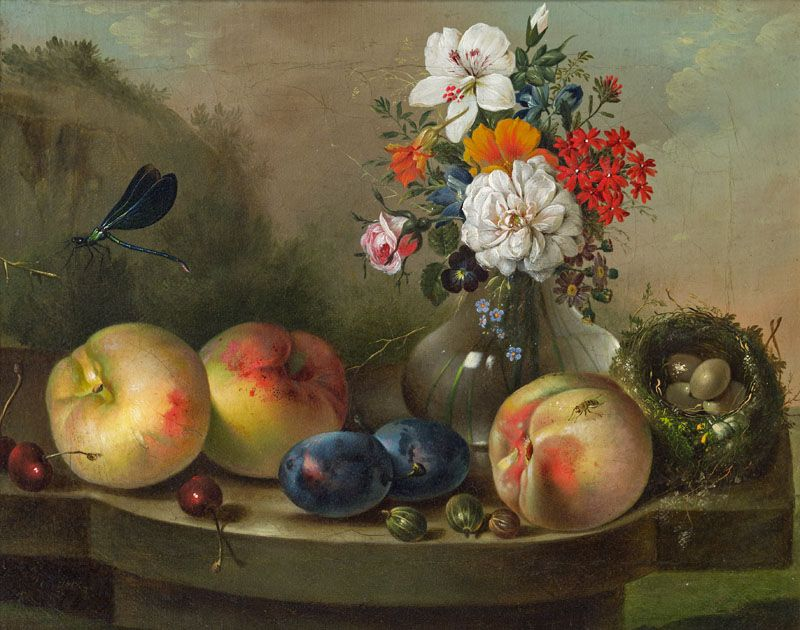
Blumen- und Früchtestillleben
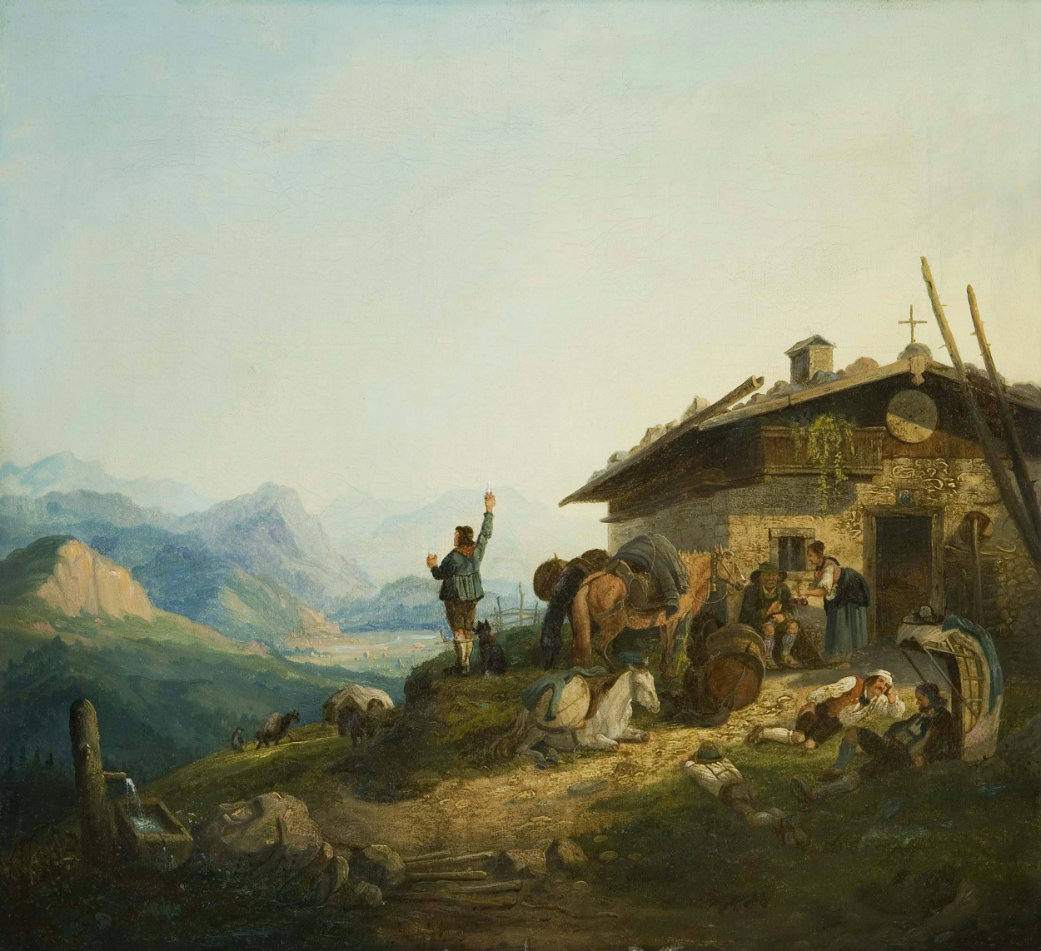
Rast im Gebirge
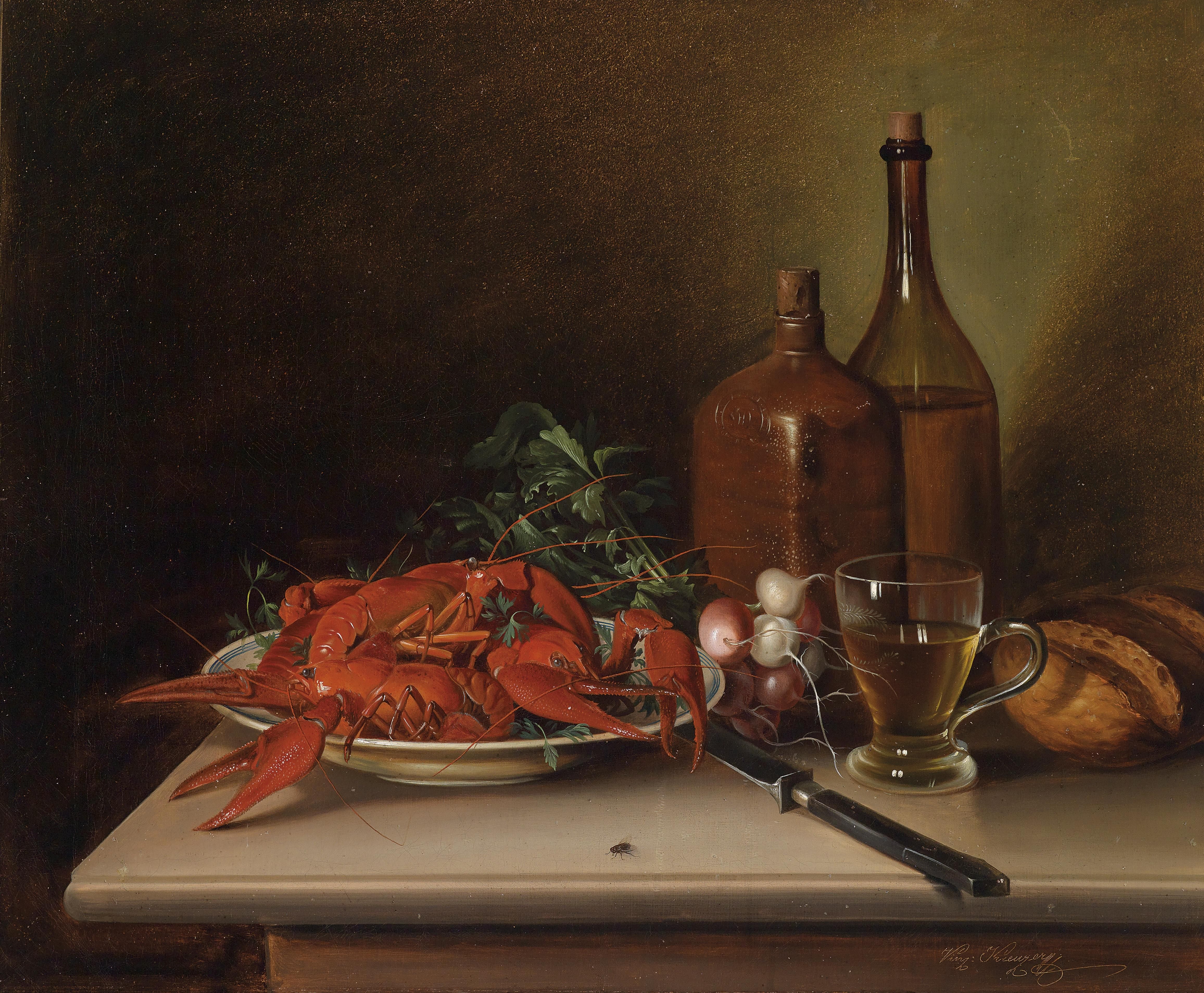
Stillleben mit Langusten

Steinböck erstellte 1976 ein ausführliches Werkeverzeichnis des Künstlers. Von den insgesamt 74 ausfindig gemachten Werken sind 65 Ölbilder, sieben Zeichnungen sowie je ein Temperabild und Aquarell. Die meisten davon befanden sich zum Zeitpunkt der Aufnahme in Privatbesitz, der Rest im Stadtmuseum, der Neuen Galerie am Landesmuseum Joanneum, im Steiermärkischen Landesarchiv und in der Residenzgalerie Salzburg. Von ihm unbeachtet blieben die Rebsorten-Gouachen, die sich seit 1872 im Besitz der Weinbauschule Maribor befinden.

### Werke (Auswahl)
Ölbilder
- Madonna mit Kind. Kopie der Madonna des Pietro de Pomis aus der Mariahilferkirche, Öl auf Leinwand, 54 × 73 cm, signiert Vinz. Kreuzer.
- Il Moline di Claudio. Öl auf Leinwand, 50 × 65 cm, datiert 1830.
- Landschaft mit Abendstimmung. Öl auf Holz, 27,5 × 39,5 cm, signiert V. Kreuzer.
- Abschied der Braut vor dem Elternhaus. Nach Eduard Ritter, Öl auf Leinwand, 49 × 62,5 cm, Neue Galerie (Landesmuseum Joanneum).
- Mönch vor offenem Grab vor einer Kirche im Winter. Öl auf Leinwand, 45,5 × 36,8 cm, signiert V. Keuzer.
- Landschaft in der Obersteiermark. Öl auf Papier, 32 × 26 cm, signiert V. Kreuzer.
- Baumlandschaft mit Staffage. Öl auf Karton, 34 × 26,8 cm, signiert Vinz. Kreuzer, datiert 1874.
- Stürmisches Meer. Öl auf Leinwand, 65 × 84 cm, signiert V. Kreuzer, datiert 1843 oder 1848.
- Der versäumte Postwagen. Öl auf Kupfer, 16,6 × 24,7 cm, signiert V. Kreuzer.
- Ansicht von Tobelbad. Öl auf Leinwand, 42 × 52,8 cm, signiert gemahlt von V. Kreuzer 1845.
- Die Weinzödlbrücke mit der Ruine Gösting. Öl auf Papier, 38,2 × 50 cm, signiert Vinz. Kreuzer.
- Blick auf Straßengel bei Graz. Öl auf Eichenholz, 20,5 × 17 cm, monogrammiert, Neue Galerie (Landesmuseum Joanneum).
- Murauenlandschaft mit auffliegenden Wildenten. Öl auf Leinwand, 28 × 45 cm.
- Maria Grün und Schloß Kroisbach. Öl auf Leinwand, 48 × 62 cm, signiert Vinzenz Kreuzer.
- Der Königssee. Öl auf Leinwand, 31,6 × 41,7 cm, signiert Vinz. Kreuzer.
- Thalersee bei Mondschein. Öl auf Leinwand, 57 × 69,5 cm, signiert V. Kreuzer, pinxit
- Das sogenannte Räuberhaus bei St. Johann an der Mariatroster Straße. Öl auf Karton, 13,7 × 18,3 cm, signiert V. Kreuzer.
- Der Andritzer Ursprung. Öl auf Papier, 24 × 26,5 cm, signiert Vinz. Kreuzer.
- Streckhammer bei Mixnitz. Öl auf Holz, 27,5 × 38 cm, signiert Vinz. Kreuzer.
- Untersteirisches Bad. Öl auf Blech, 25,5 × 32,3 cm, signiert V. Kreuzer.
- Berchtesgaden. Öl auf Leinwand, 56 × 68 cm, signiert Vinz. Kreuzer.
- Blick auf Graz vom Rosenberg. Öl auf Leinwand, 63,5 × 83,4 cm, signiert nach der Natur gezeichnet und gemahlt Vinzenz Kreuzer 838.
- Auf dem Grazer Schloßberg. Öl auf Holz, 27 × 20,5 cm, signiert V. Kreuzer, Stadtmuseum Graz.
- Vor dem Grazer Kalvarienberg. Öl auf Karton, 30,5 × 41 cm, Stadtmuseum Graz.
- Die Kochermühle in Andritz. Öl auf Leinwand, 55,7 × 73,5 cm, signiert V. Kreuzer, Stadtmuseum Graz.
- Die Kirche in Vordernberg mit dem Präbichl. Öl auf Blech, 21 × 27 cm.
- Dolomitenlandschaft. Öl auf Leinwand, 31 × 40 cm, signiert V. Kreuzer.
- Stilleben mit Pfirsichen, einer Schale mit Ribiseln, Schmetterling und Hummel. Öl auf Blech, 31,5 × 40 cm, signiert Vinz. Kreuzer.
- Stilleben, Glas mit Rosen. Öl auf Fichtenholz, 48 × 38 cm, Neue Galerie (Landesmuseum Joanneum).
- Stilleben mit Eichhörnchen und Früchten. Öl auf Leinwand, 78 × 66,5 cm, signiert Vinz. Kreuzer 848, Residenzgalerie Salzburg.
- Früchte- und Blumenstilleben mit Pflaumen, Pfirsichen, Feld- und Gartenblumen in Tonvase. 51,5 × 40,5 cm, signiert Vinz. Kreuzer.
- Stilleben mit Pfirsichen, Weintraube und Hespel. Öl auf Holz, 36,7 × 49,4 cm, signiert Vinz. Kreuzer pinxit 840.
- Fuchs, an Hennen heranschleichend. Öl auf Kupfer, 33,5 × 25,5 cm.
- Seelandschaft mit Hirsch und Steinadler. Öl auf Holz, 33 × 44 cm, signiert Vinzenz Kreuzer.
- Jäger mit Pferd an einem See. Öl auf Leinwand, 53,6 × 42,2 cm, signiert Vinzenz Kreuzer.
- Genoveva Kreuzer geb. Rath, Gattin des Conrad Kreuzer. Öl auf Leinwand, 59 × 45 cm, signiert Vinz. Kreuzer.
- Amalie Kreuzer geb. Kronabetter, Gattin des Vinzenz Kreuzer. Öl auf Holz, 29,5 × 23,5 cm.
- Louis Kreuzer, Sohn des Vinzenz Kreuzer. Öl auf Holz, 32 × 24 cm, datiert 1872.

Temperabilder und Aquarelle
- Radetzkystraße 9. Tempera auf Papier, 10,6 × 16 cm, Stadtmuseum Graz.
- Hahnenkamm. Aquarell und Deckfarbe, 44,7 × 54 cm, signiert Vinz. Kreuzer, Neue Galerie (Landesmuseum Joanneum).

Zeichnungen
- Almlandschaft mit Marterln. Bleistiftzeichnung, 20,4 × 28,5 cm, signiert V. Kreuzer.
- Mariatrost. Federzeichnung mit Bleistiftskizzen, 28,1 × 40,6 cm, signiert Vinz. Kreuzer.
- Graz vom Süden. Federzeichnung (Blatt, in vier Stücken geklebt), 27,4 × 42,5 cm.
- Aufgang zum Kalvarienberg. Bleistiftzeichnung, 24,8 × 39,4 cm, Stadtmuseum Graz.
- Das Neutor von Graz. Federzeichnung, Steiermärkisches Landesarchiv.